# Elymana
Elymana (лат.) — род насекомых из семейства цикадок из отряда полужесткокрылых.

## Описание
Цикадки размером 4-5 мм. Стройные, длинные, с тупоугольно-закругленно вступающей вперед головой. Переход лица в темя закруглен. Лицо и лоб остро соединяются под некоторым углом. Надкрылья длинные и узкие. Эдеагус самцов длинный. Палеарктика и Неарктика. Для СССР указывалось 5 видов. Род был выделен в 1936 году для типового вида Thamnotettix inornatus Van Duzee и близок к роду Laevicephalus и Gloridonus. Жилкование сходно с Thamnotettix. Встречаются на пырейнике (Elymus) и других травах.
- Elymana acuma DeLong, 1936
- Elymana circius Hamilton, 1985 — Канада
- Elymana emarginata Gillette & Baker, 1895
- Elymana emeljanovi Dworakowska, 1968
- Elymana ikumae (Matsumura, 1911) — восточная часть Европы, Западная Сибирь, Казахстан (юго-восточный, Восточный, Центральный, Северный), Алтай, Тува, Монголия, Приморье, Сахалин, Корея, Япония[4].
- Elymana inornata Van Duzee, 1892
- Elymana kozhevnikovi (Zachvatkin, 1938) — Палеарктика
- Elymana ovatina Ball, 1936
- Elymana pacifica Hamilton
- Elymana pallidipennis Lindberg, 1929
- Elymana shnitnikovi Mitjaev, 1969 — Киргизия (Сусамырская долина), Казахстан (Киргизский, Джунгарский Алатау)[4]
- Elymana sulphurella (Zetterstedt, 1828)